# اغتيال فرشيد حقي
فرشيد حقي (بالفارسية: فرشید هکی)؛ (مواليد 1974) كان محاميًا ومحاضرًا وخبيرًا اقتصاديًا وباحثًا وناشطًا في مجال حقوق الإنسان وعالم بيئة. كما كان أيضًا مرشحًا لمجلس مدينة طهران. كان عضوًا في "Seda-ye Pa-ye Ab"، وهي حملة بيئية لدعم سلسلة جبال زاغروس وكان مؤلفًا لعدد من الكتب بما في ذلك حقوق الإنسان للجميع والاقتصاد السياسي لحقوق الإنسان.
فُقد فرشيد ليلة السبت 17 أكتوبر 2018 في طهران. وبعد العثور على جثته، أُبلغت عائلته أن جسده مصاب بجروح بالسكاكين وأنه قد احترق.
وصف محمد موغيمي محامي عائلته الوفاة بأنها «جريمة قتل مريبة». نشرت وسائل إعلام رسمية في إيران تقارير متضاربة تفيد بأن سبب الوفاة هو الانتحار وأن حقي أضرم النار في نفسه. اتهمت أحزاب المعارضة الإيرانية الحكومة الإيرانية بالمسؤولية، وسلطت الضوء على العنف المتزايد ضد النشطاء في جنوب الأحواز.

## ردود الأفعال
وبحسب لوموند ديبلوماتيك، فإن: 